# لورنا گری
لورنا گری (انگلیسی: Lorna Gray; ۲۶ ژوئیهٔ ۱۹۱۷ – ۳۰ آوریل ۲۰۱۷) هنرپیشه اهل ایالات متحده آمریکا بود. وی بین سال‌های ۱۹۳۷ تا ۱۹۵۱ میلادی فعالیت می‌کرد.
از فیلم‌ها یا برنامه‌های تلویزیونی که وی در آن نقش داشته‌است می‌توان به آقای اسمیت به واشینگتن می‌رود، اوپراتور فدرال ۹۹ اشاره کرد.